# Doberndorf
Doberndorf ist ein Ort und eine Katastralgemeinde der Stadtgemeinde Horn im Bezirk Horn in Niederösterreich.

## Geografie
Der Ort liegt auf einer Anhöhe am nördlichen Rand des Horner Beckens. Die Seehöhe in der Ortsmitte beträgt 438 Meter. Die Fläche der Katastralgemeinde umfasst 3,91 km². Die Einwohnerzahl beläuft sich auf 34 Einwohner (Stand: 1. Jänner 2024).

### Postleitzahl
Doberndorf hat die Postleitzahl 3751.

## Geschichte
Die Orts- und Katastralgemeinde Doberndorf gehörte bis 1920 zur Gemeinde Rodingersdorf und wurde dann selbständig. Im Jahr 1822 wurde der Ort als Dorf mit 18 Häusern genannt, das nach Rodingersdorf eingepfarrt war, wohin auch die Kinder eingeschult wurden. Die Herrschaft Horn und Rosenburg besaß die Ortsobrigkeit, übte die Landgerichtsbarkeit aus und besorgte die Konskription. Die Untertanen und Grundholde des Ortes gehörten den Herrschaften Horn, Rosenburg, St. Bernhard und Altenburg. Laut Adressbuch von Österreich waren im Jahr 1938 in der Ortsgemeinde Doberndorf ein Gastwirt, ein Schmied und einige Landwirte ansässig. Am 1. Oktober 1938 wurde die Orts- und Katastralgemeinde nach Horn eingemeindet und am 10. Oktober 1945 wieder selbständig. Seit 1. Januar 1970 gehört der Ort wieder zur Stadtgemeinde Horn.

### Bevölkerungsentwicklung
| Jahr      | 1830 | 1890 | 1923 | 1951 | 1961 | 1971 | 1991 | 2001 |
| --------- | ---- | ---- | ---- | ---- | ---- | ---- | ---- | ---- |
| Einwohner | 87   | 108  | 97   | 79   | 67   | 44   | 48   | 44   |

## Wirtschaft und Infrastruktur

### Brandschutz
- Freiwillige Feuerwehr Doberndorf

### Verkehr
Doberndorf liegt an der Gemeindestraße von Horn nach Pernegg. Der Ort ist nicht an den ÖPNV angeschlossen. Die nächstgelegenen Bahnhöfe der ÖBB sind Horn NÖ an der Kamptalbahn und Sigmundsherberg an der Kamptalbahn und an der Franz-Josefs-Bahn.

## Sehenswürdigkeiten
- Papstwarte, Aussichtsturm